# Milnor–Moores sats
Inom matematiken är Milnor–Moores sats, introducerad av (Milnor–Moore 1965), ett resultat som säger att givet en sammanhängande graderad kokommutativ Hopfalgebra A över en kropp av karakteristik noll med {\displaystyle \dim A_{n}<\infty } är den naturliga Hopfalgebrahomomorfin
{\displaystyle U(P(A))\to A}
från den universella envelopperande algebran av den "graderade" Liealgebran {\displaystyle P(A)} av primitiva elementen av A till A är en isomorfi. 